# Paramochtherus haubrugei
Paramochtherus haubrugei là một loài ruồi trong họ Asilidae. Paramochtherus haubrugei được Tomasovic miêu tả năm 2005. Loài này phân bố ở vùng Cổ Bắc giới.